# Robert Lynen
Pour les articles homonymes, voir Lynen.
Robert Lynen, né le 24 mai 1920 à Nermier (France) et mort fusillé le 1er avril 1944 à Karlsruhe (Allemagne), est un acteur et résistant français.

## Biographie

### Famille
Issu d'une famille d'artistes (son père, Robert, d'origine alsacienne, est alors peintre, sa mère, Mildred, chanteuse et pianiste), Robert Lynen passe les premières années de sa vie dans sa province natale, où ses parents élèvent des animaux. En 1923, la famille s'installe à Paris et son père revient à son activité de dessinateur industriel.
Son frère aîné Edgar meurt en 1925, d'une blessure mal soignée. Son père se suicide le 26 mai 1935.

### Carrière d'acteur
Il est repéré à 12 ans par Julien Duvivier alors qu'il est élève à l'École du spectacle. Après quelques essais, il est engagé pour le rôle principal de Poil de Carotte (1932) avec Harry Baur. À la suite du succès public du film, il devient l'enfant vedette du cinéma français. Il joue notamment le rôle de Rémi dans l'adaptation au cinéma de l'œuvre d'Hector Malot : Sans famille (1934). Il tourne également dans Mollenard sous la direction de Robert Siodmak en 1937, puis dans Le Fraudeur de Léopold Simons.
En 1938, il rencontre Louis Jouvet dans Éducation de prince, rencontre qui le marque : « Il est comme un grand frère qui me mène au but ». À 18 ans, il incarne le premier rôle dans Le Petit Chose d'Alphonse Daudet, filmé par Maurice Cloche, puis joue dans La vie est magnifique avec ce même réalisateur.

Il multiplie les succès féminins éphémères, ainsi qu'il le raconte en 1940 au scénariste Carlo Rim : 

« J'en ai pourtant baisé des filles et beaucoup je te jure […] presque toutes des figurantes que je baisais debout dans les loges, ou des petites vendeuses des Champ's qui voulaient un autographe. J'ai même eu une vieille de la Comédie-Française, d'au moins trente-cinq ans […] »

Il est inspiré par les valeurs du résistant Pierre Henneguier, mari de sa sœur ainée, May.

### Engagement dans la Résistance et exécution
En 1940, à 20 ans, il figure parmi la distribution dans Espoirs de Willy Rozier. L'année suivante, il part en tournée théâtrale et tourne son dernier film Cap au large de Jean-Paul Paulin. Parallèlement, il part pour un chantier de jeunesse[réf. nécessaire] tout en intègrant un réseau de Résistance. Il est ainsi recruté pour le réseau de renseignement Alliance par le responsable du renseignement à Toulon, Jean-Louis Crémieux ,, sous la responsabilité de Marie-Madeleine Fourcade (Méric)  ; il prend le pseudonyme de « L'Aiglon » (allusion à la pièce de théâtre, dans un réseau dont les membres adoptent des noms d'animaux). Agent de liaison et de renseignements entre le PC du réseau et Marseille, il est ensuite chargé du renseignement concernant les états-majors allemands jusqu'à Bruxelles. 
Nommé sous-lieutenant il est arrêté par la Gestapo à Cassis au château de Fontcreuse à la suite d'une dénonciation par un officier français vendu aux nazis, le 7 ou le 8 février 1943,, il est emmené à la prison de la rue Saint-Pierre à Marseille où il est interrogé et torturé. Il est transféré à Fribourg  en Allemagne, en mai 1943. Après plusieurs mois de détention et deux tentatives d'évasion, il est jugé les 15 et 16 décembre 1943 avec dix autres compagnons et condamné à mort avec eux pour « espionnage au profit d'une puissance ennemie » par la cour martiale du Reich,. Privé de nourriture, il croupit à la forteresse de Bruchsal près de Karlsruhe. 

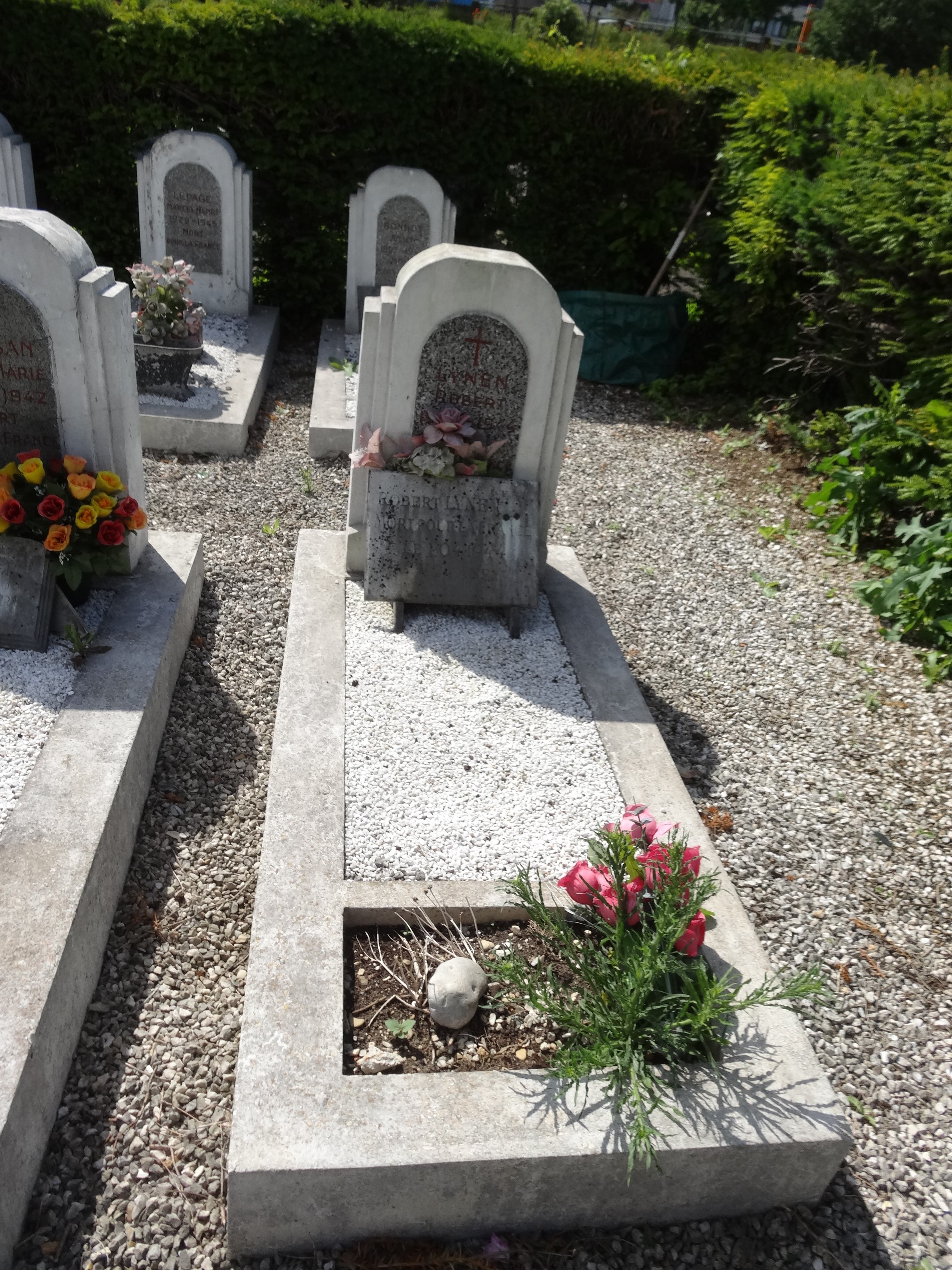
Sépulture de Robert Lynen au cimetière de Gentilly.

Robert Lynen est fusillé le 1er avril 1944 en même temps que treize autres membres de son réseau de Résistance, sur un champ de tir de la Wehrmacht dans la forêt du Hardtwald à Karlsruhe. Il meurt en chantant La Marseillaise. Enterré dans une fosse commune, son corps et celui de ses camarades sont rapatriés en France en 1947. Le 23 décembre 1947, une cérémonie aux Invalides leur rend hommage et la croix de guerre leur est remise à titre posthume. Robert Lynen repose dans le carré militaire du cimetière de Gentilly.

## Filmographie
- 1932 : Poil de Carotte de Julien Duvivier : François Lepic dit Poil de Carotte
- 1933 : Le Petit Roi de Julien Duvivier : Michel VIII
- 1934 : Sans famille de Marc Allégret : Rémy
- 1936 : La Belle Équipe de Julien Duvivier : René
- 1937 : Le Fraudeur de Leopold Simons : Théo
- 1937 : L'Homme du jour de Julien Duvivier : Milo
- 1937 : Un carnet de bal de Julien Duvivier : Jacques Dambreval
- 1938 : La vie est magnifique de Maurice Cloche : Alain
- 1938 : Mollenard de Robert Siodmak : Jean Mollenard
- 1938 : Le Petit Chose de Maurice Cloche : Daniel Eyssette
- 1938 : Éducation de prince d'Alexandre Esway : le prince Sacha
- 1941 : Espoirs de Willy Rozier : Pierre Martin
- 1942 : Cap au large de Jean-Paul Paulin : Zizou

## Théâtre
- 1938 : Juliette de Jean Bassan, mise en scène Paulette Pax, Théâtre de l'Œuvre

## Postérité
- Le livre Juste le temps de vivre de Yann Liotard (éditions Arlea, 2024) retrace sa vie.
- Le 10 janvier 1948, est organisé[Quoi ?] au théâtre de l'étoile pour lui rendre hommage et récolter des fonds au profit de sa veuve[14].
- Le 3 février 1967, la cinémathèque de la ville de Paris devient la cinémathèque Robert-Lynen en son honneur.
- La vie de Robert Lynen est évoquée dans le 250e des 480 souvenirs cités par Georges Perec dans Je me souviens. Arrêté en 1943, fusillé en 1944, « il n'est donc pas mort au début de la guerre » écrit Perec.
- Le roman Grandeur nature d'Henri Troyat est inspiré de la vie de Robert Lynen, en particulier le suicide de son père. Le jeune homme s'est insurgé contre cette œuvre[15].

## Distinctions
- Croix de guerre 1939-1945
- Médaille de la Résistance française par décret du 31 mars 1947[16]